# Mishima (musikgrupp)
För andra betydelser, se Mishima (olika betydelser).
Mishima är en katalansk (spansk) popgrupp bildad 1999 i Barcelona. Den har haft flera sättningar genom åren, och den nuvarande (2022) inkluderar David Carabén, Marc Lloret, Dani Vega, Xavi Caparrós och Alfons Serra.
Gruppen, som kombinerar indiepop med influenser från singer-songwriter-traditionen, har tagit sitt namn från den japanska författaren Yukio Mishima.

## Historia

### Bakgrund
Mishima bildades 1999, och samma år producerades gruppens första demoinspelning. Året efter, när man fått kontrakt med skivbolaget Discmedi, gav man ut sitt första album. Gruppens två första album, insjungna på engelska med enstaka låtar på katalanska, blev väl mottagna av musikkritikerna.
Det stora genombrottet skedde dock i och med 2004 års Trucar a casa. Recollir les fotos. Pagar la multa. ('Ringa hem. Samla ihop fotona. Betala böterna.'), som helt och hållet spelades in på katalanska. Även fortsättningsvis har gruppen valt att presentera sin musik med katalansk sång.

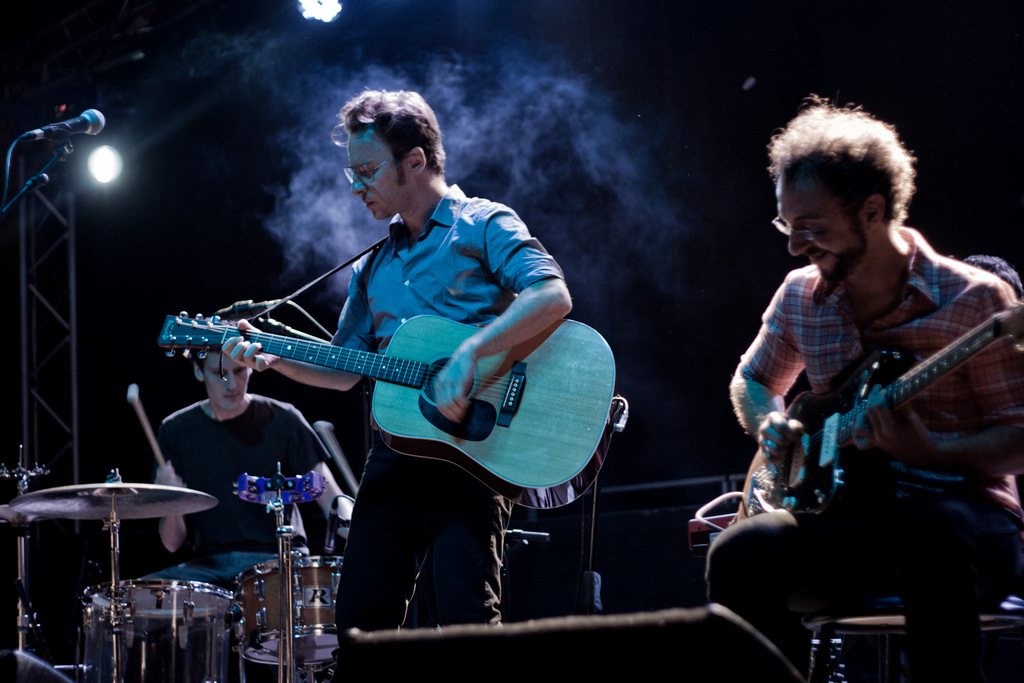
2004 debuterade elgitarristen Dani Vega (till höger, vid konsert 2010) i Mishima.

### Sena 00-talet
Det fjärde albumet (Set tota la vida, 'törstig hela livet') från 2007 innehöll 14 små berättelser som både skrevs och sjöngs in av David Carabén. Albumet är en blandning av pop och litterärt inspirerat singer-songwriter-material, och de ofta korta låtarna är mer direkta i anslaget än på tidigare album. Albumtiteln refererar till inledningen av sången "Qui n'ha begut", som lyder 'Qui n'ha begut en tindrà set tota la vida' ('den som druckit av det kommer att vara törstig efter det hela livet'). Musiktidningen Rockdelux valde ut Set tota la vida som en av hela 00-talets bästa spanska musikalbum. 2011 lanserades ett spanskt/katalanskt vin med samma namn som albumet.
2010 kom gruppens femte album, Ordre i aventura ('ordning och äventyr'). Albumet lanserades tillsammans med singeln "Tot torna a començar" ('Allt börjar om på nytt'), presenterad via en surrealistisk musikvideo som kopierar ett antal centrala scener ur på Carl Th. Dreyers film Ordet nästan rätt av. I videon, regisserad av Luis Cerveró, finns utomhusscener bland stranddyner och nedstämda människor runt en dödsbädd, samtidigt som den blandar humoristiska och metafysiska inslag (bland annat gällande väggur, vargkläder och skelettdans).

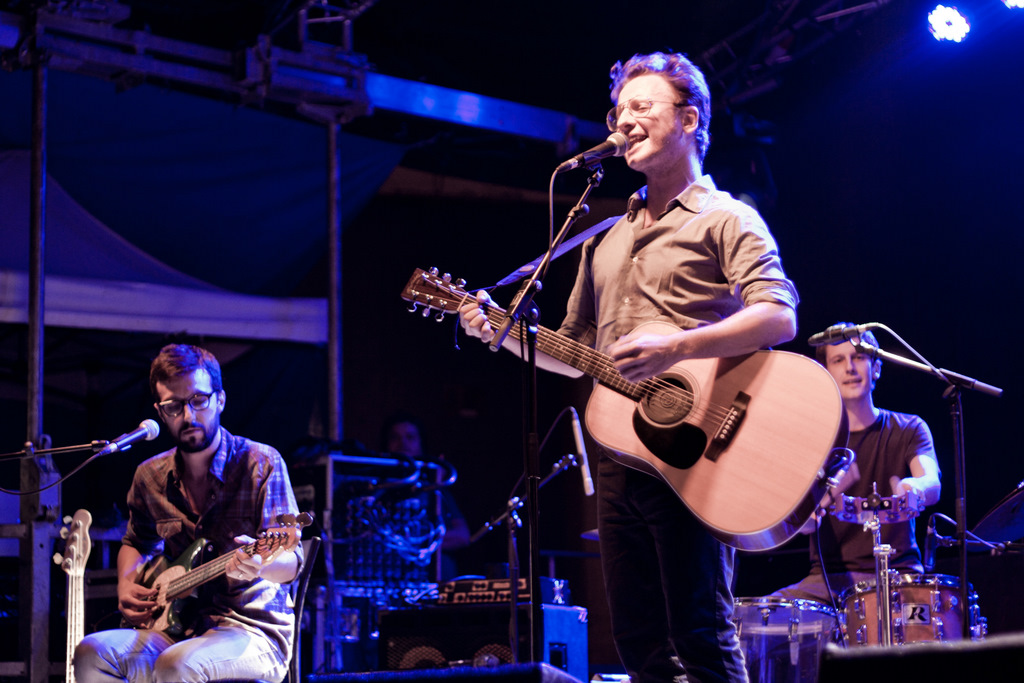
Mishima i Tarragona, 2010. Från vänster: Xavi Caparrós, David Carabén och Alfons Serra. Caparrós och Serra introducerades i bandet från och med 2010 års turné.

Ordre i aventura fick en publik premiär den 2 juni samma år på Sala Apolo i Barcelona. Därefter inledde Mishima en större konserturné som avslutades i mars året därpå med att gruppen sålde ut Palau de la Música Catalana. Den konserten finns med på DVD/CD-boxen Palau, som gavs ut under 2011 och även inkluderar Mishimas då två senaste album i CD-format.

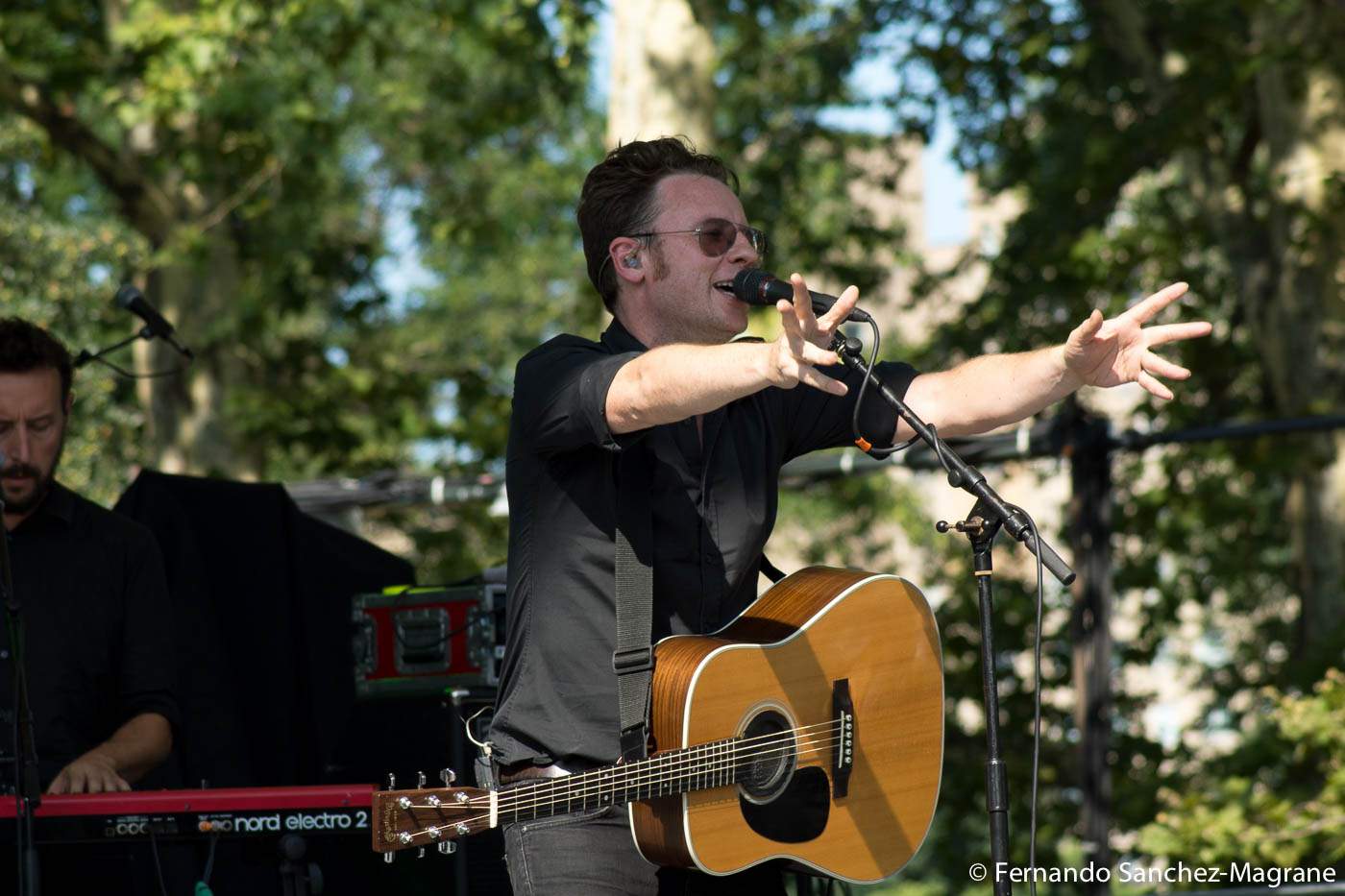
Sommaren 2014 deltog Mishima i en katalansk musikfestival i Central Park i New York.

### Rockinfluenser under 10-talet
I mars 2012 kom gruppens sjätte album, L'amor feliç ('den lyckliga kärleken'). Albumet, som under premiärveckan nådde niondeplatsen på försäljningslistan, hade spelats in i Estudios de Paco Loco i El Puerto de Santa María i Andalusien. Den här skivan innehöll ett lite tyngre sound, med en blandning av singer-songwriter-material och ren rock.
2014, även denna gång i mars månad, släpptes den barceloninska kvintetten sitt sjunde album under titeln L'ànsia que cura ('ångesten som läker'). Den första singelutgåvan från albumet var "Llepar-se" och kom samma månad. Inspelningen av albumet skedde denna gång i Frankrike, i Black Box Studio i Anjou.
2017 återkom gruppen med sitt åttonde album, Ara i res ('nu och inget').
Våren 2019 presenterade 20-årsjubilerande Mishima konsertalbumet Ara i aquí. Det lanserades som CD+DVD, med material från två konserter sistlidna december på Sala Apolo i Barcelona. Senare under våren inleddes sommarturnén betitlad gira XX Aniversari.

### Återkomst 2022
2022 återkom Mishima med sitt första studioalbum på fem års tid – L'aigua clara ('klart vatten'). Ett smakprov på albumet presenterades i slutet av mars med "Un lloc que no recordi" ('ett ställe jag inte mindes'). Konsertsommaren inleddes i samband med skivsläppet i början av maj. Medan låtarna på Ara i res skrevs ur ett "utifrånperspektiv", var låttexterna på L'aigua clara som en inre monolog som konfronteras med ens egna svagheter och osäkerheter. Detta perspektivbyte är också präglat av den tvååriga nedstängningen av den spanska konsertverksamheten på grund av covid-19-pandemin.
Två av låtarna på albumet är namngivna efter två helt olika typer av populärkulturpersonligheter. Temat på "God's Move" (Lee Sedol)" är den sydkoreanske go-mästaren som 2016 förlorade mot speldatorn Alphago, medan "Mia Khalifa" tar upp internetentreprenören och influeraren – och före detta porraktrisen – med samma namn. I båda fallen handlar det om hur en människa plötsligt blir löpsedelsstoff långt bortom sin egen del i kulturen.

### Produktion och språkval
De tre första albumen kom ut på katalanska/baleariska skivbolaget Discmedi. Sedan 2012 har de kontrakt med Warner Music Spain. Detta till trots har Mishima på senare album konsekvent valt att sjunga på katalanska, vilket i stort sett begränsar gruppens popularitet till de katalanskspråkiga områdena i östra Spanien.

## Diskografi

### Studioalbum
- 2000 – Lipstick Traces ('spår av läppstift'), The Rest is Silence / Discmedi
- 2003 – The Fall of Public Man ('den offentlige mannens fall'), The Rest is Silence / Discmedi
- 2004 – Trucar a casa. Recollir les fotos. Pagar la multa. ('Ringa hem. Samla ihop fotona. Betala böterna.), Discmedi
- 2007 – Set tota la vida ('törstig hela livet'), Sinnamon (återutgivning 2010, Sones)
- 2010 – Ordre i aventura ('ordning och äventyr'), Sones
- 2012 – L'amor feliç ('den lyckliga kärleken'), The Rest is Silence / Warner Music Spain
- 2014 – L'ànsia que cura ('ångesten som läker'), The Rest is Silence / Warner[20]
- 2017 – Ara i res ('nu och inget'), The Rest Is Silence / Warner

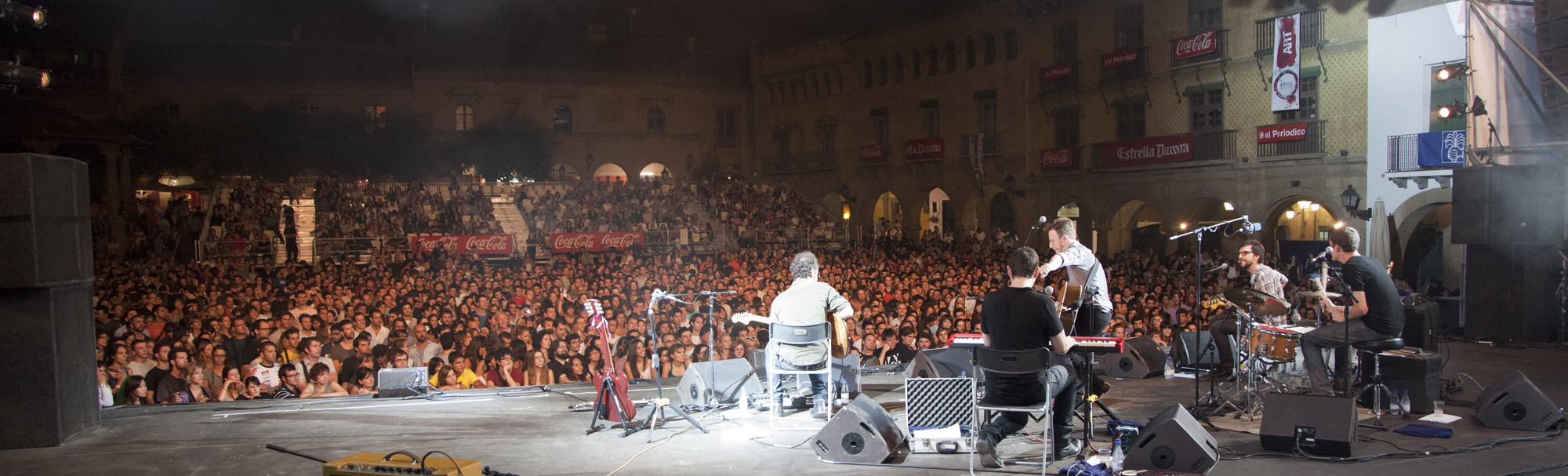
Mishima vid konsert i Barcelona 2010.

- 2022 – L'aigua clara ('klart vatten'), The Rest Is Silence

### Konsertalbum
- 2011 – Palau ('palats', DVD + 2 CD), Sones[21]
- 2019 – Ara i aquí ('nu och här'; CD + DVD), The Rest Is Silence
- 2021 – Ordre i aventura - en directe, The Rest Is Silence

## Utmärkelser
- Premi ARC 2014 för Millor gira per festivals (Bästa festivalturné)[22]
- Premi ARC 2015 för Millor gira per sales de Catalunya (Bästa konsertturné i Katalonien)[23]